# Mariona Caldentey
Pour les articles homonymes, voir Caldentey.
 (juillet 2019).
Mariona Caldentey, née le 19 mars 1996 à Felanitx (Majorque), est une footballeuse internationale espagnole qui joue au poste d'attaquante à Arsenal.

## Biographie
Mariona Caldentey joue avec l'UD Collerense entre 2012 et 2014.
En 2014, elle signe avec le FC Barcelone.
En 2024, elle signe avec Arsenal.
En 2019, elle participe à la Coupe du monde 2019 avec l'équipe Espagne.

## Palmarès
- FC Barcelone :
  - Vainqueur de la Ligue des champions en 2021, 2023 et 2024
  - Championne d'Espagne en 2015, 2020 et 2021
  - Vice-championne d'Espagne en 2016, 2017, 2018 et 2019
  - Vainqueur de la Coupe de la Reine en 2017, 2018, 2020 et 2021
  - Finaliste de la Coupe de la Reine en 2016
  - Vainqueur de la Supercoupe d'Espagne en 2020
  - Vainqueur de la Coupe de Catalogne en 2014, 2015, 2016, 2017, 2018 et 2019

- Équipe d'Espagne :
  - Vainqueur de l'Algarve Cup en 2017
  - Vainqueur de la Coupe du monde en 2023 
  - Vice-championne d'Europe en 2025
- Arsenal
  - Vainqueur de la Ligue des champions en 2025